# Corticarina blatchleyi
Corticarina blatchleyi es una especie de coleóptero de la familia Latridiidae.

## Distribución geográfica
Habita en Florida (Estados Unidos).